# 元気回復行動プラン
元気回復行動プラン（Wellness Recovery Action Plan, WRAP）は、リカバリーモデル。

## 概要
元気回復行動プラン（Wellness Recovery Action Plan, 略称: WRAP）は、精神的困難を抱える人々が自らの回復（リカバリー）を促進するために開発された自己管理プログラムである。WRAPは当事者自身が主体的に自分のリカバリー計画を作成し、より良い生活を築くことを目的とする。現在では精神疾患の有無を問わず、広くメンタルヘルス向上の手法として活用されている。

## 歴史
WRAPは、アメリカのメアリー・エレン・コープランド博士によって1997年に開発された。彼女自身が双極性障害と診断され、治療薬の副作用に悩まされたことが契機となった。1989年、彼女は双極性障害やうつ病を持つ120名へのインタビュー調査を実施し、回復に成功した人々に共通する要素を抽出した。その結果をもとにWRAPが体系化され、プログラムとして確立された。
その後、WRAPはアメリカ国内で広まり、2003年には「コープランドセンター」が設立された。さらに、ランダム化比較試験（RCT）による研究でWRAPの有効性が示され、アメリカ連邦保健省（SAMHSA）のエビデンスに基づく実践（EBP）リストに登録された。現在では、カナダ、イギリス、オーストラリア、日本など世界各国で導入が進んでいる。

## WRAPの実施方法
WRAPは個人で実践することも可能だが、グループ形式での実施が推奨される。WRAPファシリテーター（研修を受けた指導者）が進行役となり、参加者同士が体験を共有しながら学び合う。通常、週1回のクラスを8〜12週間にわたって開催する形式が一般的である。
WRAPの基本構成は以下の3つの要素からなる：
1. リカバリーに大切な5つのこと
  - 希望
  - 責任
  - 学ぶこと
  - 権利擁護
  - サポート
2. 元気に役立つ道具箱
  - 日常生活を快適にするための習慣や対処法を集めたもの。
3. 6つのプラン
  - 日常生活管理プラン
  - 引き金と対応プラン
  - 注意サインと対応プラン
  - 調子が悪くなってきたときの対応プラン
  - クライシスプラン
  - クライシス後プラン

## WRAPの特徴
WRAPは単なる疾病管理プログラムではなく、以下の特徴を持つ：
- ピアサポート：専門家による治療ではなく、参加者同士の学び合いを重視。
- 自己決定：プログラムの参加や計画作成は完全に自主的。
- 個別化：一人ひとりに合った方法を見つける。
- エンパワメント：自己成長と自立を促進。
- リカバリー的アプローチ：生活全体の向上を目指す。